# Irina Konsztantyinovna Szkobceva
Irina Konsztantyinovna Szkobceva (oroszul: Ирина Константиновна Скобцева; Tula, 1927. augusztus 22. – Moszkva, 2020. október 20.) szovjet-orosz színésznő.

## Pályája
A Moszkvai Állami Egyetemen művészettörténetből szerzett diplomát. Az egyetem színjátszó társulatának tagja volt, a diploma után beiratkozott a Moszkvai Művész Színház színiiskolájába. Szergej Jutkevics rendező fedezte fel a film számára, amikor hosszú válogatás után végül rábízta Desdemona szerepét Shakespeare Othello című drámájának filmfeldolgozásában.
A film Cannes-ban is díjat nyert. Címszerepét leendő férje, a későbbi filmrendező, Szergej Bondarcsuk játszotta. Hosszú pályafutása során férjével még számos alkalommal dolgozott együtt. Az Othello után különböző témájú és hangvételű filmekben, a legváltozatosabb szerepekben tűnt fel. Egy orosz klasszikus kisregény, Alekszandr Kuprin romantikus története, A párbaj központi hősnőjét, majd egy komor második világháborús filmdráma címszerepét (Annuska) alakította. Bár alapjában véve drámai színésznőnek számít, sikeresen mutatkozott be vígjátékokban is (Zegzugos sikerek).
Férje rendezésében először a Tolsztoj-regény filmváltozatában, a négyrészes Háború és békében játszott. Bondarcsuk Pierre, Szkobceva Hélene alakját formálta meg. Néhány korábbi munkájához hasonlóan itt is kifejezetten szép, előkelő világi hölgyet játszott, hideg szépséget, aki mindig kedvesen mosolyog, és csak a végén derül ki róla, hogy magabiztos nyugalma nem érzelemgazdagságból, hanem lelki ürességből fakad. Szkobceva később is szívesen játszott olyan határozott, magabiztos asszonyokat, akik tudva vagy tudatlanul fölvesznek valamilyen magatartásformát, ami igazi arcukat eltakarja.
Férje rendezései közül még hatban, főként híres irodalmi alkotások adaptációiban, kosztümös történetekben kapott játéklehetőséget. Ezek is szép feladatok, de kevésbé jelentős szerepek voltak. Közülük három filmben Bondarcsuk is szerepelt: A sztyepp (Csehov elbeszéléséből), A hazáért harcoltak (Solohov regényéből) és a Borisz Godunov (Puskin drámájából). Más rendezők is előszeretettel foglalkoztatták őket együtt. Például A cél kiválasztása (1974) főszerepében Bondarcsuk a szovjet atombomba tudósát, Kurcsatov akadémikust, Szkobceva a feleséget alakította; Lev Tolsztoj Szergij apó című kisregényének filmváltozatában (1978) Bondarcsuk a címszerepet játszotta, Szkobceva egy kisebb feladatot kapott.
Főszerepet játszott a Te vagy csodálatom és szenvedésem című zenés filmben (1983), ahol a Moszkvai Nagyszínház híres énekesnője és énektanárnője alakját formálta meg. Kulcsfigurát alakít a Párizsban játszódó A talányos örökösben (1987), egy Priestley-mű (A Conway család és kora, 1984) és egy Tolsztoj-elbeszélés (Megbánt szerelem, 2003) filmváltozatában.
Az 1980-as évek végétől mind gyakrabban anyaszerepeket alakított, például Ha egyszer hazudtál (1987), az Ördögök című Dosztojevszkij-adaptációban (1992) Sztavrogin anyja, Családi vacsora (2006), Borostyán szárnyak (2003). Az utóbbi főszerepét, az orosz színésznőt lánya, Aljona Bondarcsuk játszotta, Szkobceva pedig a filmben is anyja volt. Fia, Fjodor Bondarcsuk filmrendező sci-fijének (2008) egy kisebb szerepében nagymamát alakított.
Szkobceva összesen több mint ötven filmben játszott, közben 1971-től férjével közösen a moszkvai filmfőiskolán tanított.

## Magánélete
Szkobceva még a Moszkvai Művész Színház színiiskolájában ismerkedett meg Bondarcsukkal. Miután Bondarcsuk elvált első feleségétől, Inna Makarovától, Szkobcevával 1959-ben kötöttek házasságot, mely Bondarcsuk haláláig (1994) tartott. Két gyermekük született. 
- Lányuk: Jelena (Aljona) Bondarcsuk színésznő volt (1962–2009).
- Fiuk: Fjodor Bondarcsuk színész, filmrendező.

## Filmek
- 1955 – Othello (Отелло) – (Rendezte: Szergej Jutkevics)
- 1955 – Ivan Franko (Иван Франко)
- 1957 – A feleség (Неповторимая весна) – (Rendezte: Alekszandr Sztolper)
- 1957 –  A párbaj (Поединок) –  (A. I. Kuprin kisregénye alapján. Rendezte: Vlagyimir Petrov)
- 1957 – A jelentéktelen ember (Обыкновенный человек)
- 1959 – Annuska (Аннушка) – (Címszerep. Rendezte: Borisz Barnet, Georgij Natanszon)
- 1959 – A hajnal elébe (Заре навстречу) – (Rendezte: Tatyjana Lukasevics)
- 1959 – Fehér éjszakák (Белые ночи) – (Dosztojevszkij regényéből. Rendezte: Ivan Pirjev)
- 1960 – Messzi utca / Szerjozsa (Серёжа) – (Rendezte: Georgij Danyelija, Igor Talankin)
- 1961 – Az esztelenek bírósága (Суд сумасшедших) – (Rendezte: Grigorij Rosal)
- 1963 – A CSEKA munkatársa (Сотрудник ЧК)
- 1963 – Moszkvai séta (Я шагаю по Москве) – (Rendezte: Georgij Danyelija)
- 1965 – Fogas kérdés / Harminchárom (Тридцать три) – (Rendezte: Georgij Danyelija)
- 1968 – Zegzugos szerencsék (Зигзаг удачи) – (Rendezte: Eldar Rjazanov)
- 1965–1967 – Háború és béke, 1–4. rész (Война и мир) – (Helen Bezuhova szerepében, Lev Tolsztoj azonos című regényének filmváltozatában. Rendezte: Szergej Bondarcsuk)
- 1970 – Waterloo (Ватерлоо) – (Olasz–szovjet film. Rendezte: Szergej Bondarcsuk)
- 1972 – A teljesen eltűnt (Совсем пропащий) – (Mark Twain Huckleberry Finn kalandjai című regénye alapján. Rendezte: Georgij Danyelija)
- 1972 – Ötvenben az ötven (Пятьдесят на пятьдесят) – (Rendezte: Alekszandr Fajncimmer)
- 1972 – Rejtekhely a vörös köveknél (Тайник у красных камней)
- 1973 – Dr. Ivens hallgatása (Молчание доктора Ивенса)
- 1973 – Férfi civilben (Человек в штатском)
- 1974 – A cél kiválasztása (Выбор цели) – (Rendezte: Igor Talankin)
- 1974 – Földi szerelem (Любовь земная) – (Rendezte: Jevgenyij Matvejev)
- 1974 – Ilyen magas hegyek (Такие высокие горы)
- 1975 – A hazáért harcoltak (Они сражались за Родину) – (Mihail Solohov regényéből. Rendezte: Szergej Bondarcsuk)
- 1975 – Koncert két hegedűre (Концерт для двух скрипок)
- 1977 – A sztyepp (Степь) – (Csehov kisregényéből. Rendezte: Szergej Bondarcsuk)
- 1978 – Szergij apó (Отец Сергий) – (Lev Tolsztoj művéből. Rendezte: Igor Talankin)
- 1979 – Bársonyos ősz (Бархатный сезон) – (Szovjet–svájci film)
- 1980 – A bögöly (Овод) – (Tv-film Ethel Lilian Voynich regénye alapján. Rendezte: Nyikolaj Mascsenko)
- 1980 – A papám idealista (Мой папа – идеалист)
- 1982 – Szépen élni nem tilos (Красиво жить не запретишь)
- 1982 – Vörös harangok (Красные колокола) – (Szovjet–olasz–mexikói film John Reed Tíz nap, amely megrengette a világot című művéből. Rendezte: Szergej Bondarcsuk)
- 1983 – Viszontlátásra, Mary Poppins (Мэри Поппинс, до свидания! ) – (Kétrészes tv-film Pamela Lyndon Travers műve alapján. Rendezte: Leonyid Kvinyihidze)
- 1983 – Te vagy csodálatom és szenvedésem (Ты мой восторг, мое мученье)
- 1984 – A Conway család és kora (Время и семья Конвей) – (John Boynton Priestley Time and the Conways című művéből. Rendezte: Vlagyimir Baszov)
- 1986 – Szemtől szembe (Лицом к лицу)
- 1986 – Borisz Godunov (Борис Годунов) – (Puskin drámájának szovjet-csehszlovák filmváltozata. Rendezte: Szergej Bondarcsuk)
- 1987 – A talányos örökös (Загадочный наследник) – (Rendezte: Tamara Liszician)
- 1987 – Ha egyszer hazudtál (Единожды солгав) – (Rendezte: Vlagyimir Bortko)
- 1988 – Ősz, Csertanovo… (Осень, Чертаново…) – (Rendezte: Igor Talankin és Dmitrij Talankin)
- 1991 – A zöld szoba kísértete (Призрак зелёной комнаты)
- 1992 – Ördögök (Бесы) – (Dosztojevszkij regényéből. Rendezte: Igor Talankin és Dmitrij Talankin)
- 1998 – A kis harcos (Маленький боец) – (Belorusz film)
- 2000 – Féltékeny istenek (Зависть богов) – (Rendezte: Vlagyimir Menysov)
- 2001 – Örökösnők (Наследницы)
- 2002 – Női logika (Женская логика) – (Tv-sorozat, krimi)
- 2003 – Megbánt szerelem (Покаянная любовь)
- 2003 – Borostyán szárnyak (Янтарные крылья)
- 2005 – Boldogságom (Счастье ты моё)
- 2006 – Családi vacsora (Семейный ужин)
- 2006 – Hőség (Жара)
- 1992, 2006 – Csendes Don (Тихий Дон / Quiet Flows the Don) – (Angol–olasz–orosz film. Mihail Solohov regényének harmadik filmváltozata. Rendezte: Szergej Bondarcsuk)
- 2007 – A színésznő (Артистка) – (Rendezte: Sztanyiszlav Govoruhin)
- 2008 – A lakott sziget (Обитаемый остров) (Sci-fi, a Sztrugackij fivérek azonos című regénye alapján. Rendezte: Fjodor Bondarcsuk)